# Đại bàng hung

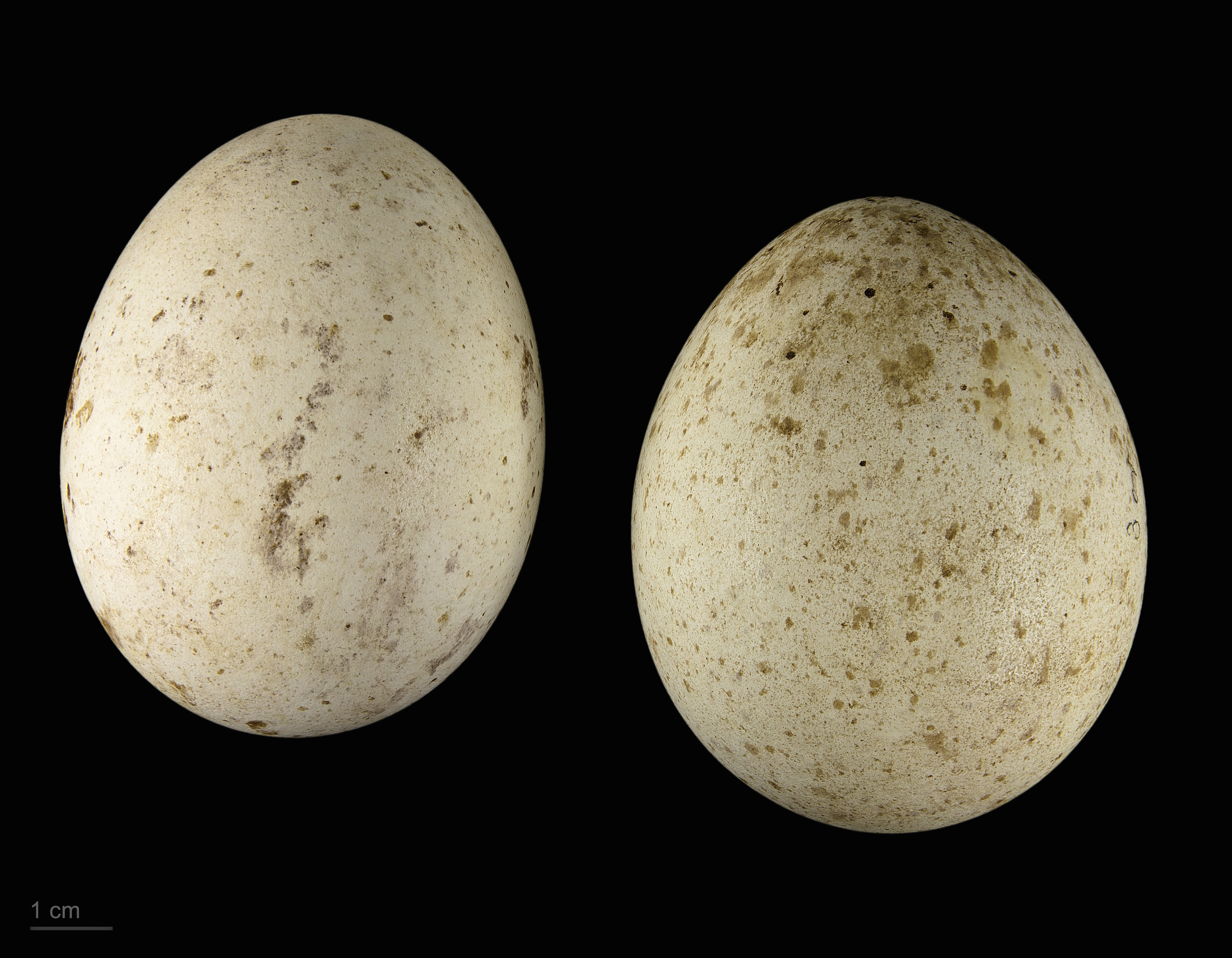
Aquila nipalensis

Đại bàng hung (Aquila nipalensis) là một loài chim săn mồi thuộc chi Aquila. Chúng có liên quan chặt chẽ với loài Đại bàng nâu.

## Mô tả
Chúng là loài chim săn mồi dài khoảng 62–81 cm, có sải cánh 1,65-2,15 m. Con cái nặng từ 2,3-4,9 kg còn con đực chỉ khoảng từ 2-3,5 kg. Đại bàng Steppe có lông hầu hết là màu nâu sẫm (ở cổ nhạt hơn), lông đuôi và lông vũ có màu đen. So với loài đại bàng Tawnu thì chúng có màu sắc đậm hơn.
Đây là loài chim quốc gia của Ai Cập, chúng ít khi phát ra tiếng kêu nhưng tiếng kêu của chúng khá giống với tiếng kêu của quạ.

## Phân bố
Đại bàng hung có địa bàn phân bố rất rộng, kéo dài từ România qua phía Đông Âu, tới các thảo nguyên phía Nam của Nga, sang Trung Á đến Mông Cổ. Chúng còn trú đông ở Ấn Độ, Nepal, Đông Phi, Ả Rập. Môi trường sinh sống của loài này là vùng khô như sa mạc, bán sa mạc, hoang mạc, thảo nguyên.

## Thức ăn
Thức ăn bao gồm các loài động vật gặm nhấm, động vật có vú nhỏ, các loài chim nhỏ, kể cả thức ăn của các con khác, các xác chết động vật.